# Calliandra fasciculata
Calliandra fasciculata är en ärtväxtart som beskrevs av George Bentham. Calliandra fasciculata ingår i släktet Calliandra och familjen ärtväxter.

## Underarter
Arten delas in i följande underarter:
- C. f. bracteosa
- C. f. fasciculata